# Back Burn (Unthank Burn)
Der Back Burn ist ein Wasserlauf in Dumfries and Galloway, Schottland. Er entsteht östlich des Blackhall Hill aus zwei unbenannten Zuflüssen und fließt in südwestlicher Richtung bis bei seinem Zusammenfluss mit dem Fore Burn der Unthank Burn entsteht.